# Isaac Stern
Isaac Stern, född 21 juli 1920 i Kremenets i nuvarande Ukraina, död 22 september 2001 i New York i New York, var en amerikansk violinist. Han debuterade som femtonåring och fick med tiden ett stort internationellt anseende. Han tilldelades bland annat Polarpriset år 2000.

## Priser och utmärkelser (i urval)
- 1982 – Utländsk ledamot nr 382 av Kungliga Musikaliska Akademien
- 1982 – Léonie Sonnings musikpris
- 1987 – Grammy Lifetime Achievement Award
- 1987 – Wolfpriset i konst
- 1992 – Frihetsmedaljen
- 2000 – Polarpriset